# 아폴로 1호
아폴로 1호(Apollo 1)는 AS-204라고도 불리며, 발사에 앞서 1967년 1월 27일에 시험 도중 화재가 발생해 그 안에 타고 있던 3명의 우주 비행사가 사망하였다.

## 승무원
- 거스 그리섬 (Virgil "Gus" Grissom) - 선장
- 에드워드 화이트 (Edward White) - 시니어 파일럿
- 로저 채피 (Roger Chaffee) - 파일럿

### 백업 승무원

#### 첫 번째 팀(1966.4~12)
이들은 훗날 아폴로 9호에 탑승했다.
- 제임스 맥디빗 (James McDivitt) - 선장
- 데이빗 스콧 (David Scott) - 시니어 파일럿
- 러셀 슈바이카트 (Russell Schweickart) - 파일럿

#### 두 번째 팀(1966.12~1967.1)
이들은 훗날 아폴로 7호에 탑승했다.
- 월터 시라(Walter M. "Wally" Schirra) - 선장
- 돈 아이젤(Donn F. Eisele) - 시니어 파일럿
- 월터 커닝엄(R. Walter Cunningham) - 파일럿

## 예정
아폴로 1호는 1967년 2월 21일에 발사되어 지구를 주회할 예정이었다.

## 화재 사고
1월 27일 사고 직전, 관제센터와 아폴로 1호 사령선과의 통신에 문제가 발생했다. 교신 상태가 회복되었을 때, 승무원들은 좌석에 앉아 일련의 대조표 확인 훈련을 실시하고 있었다. 이 때, 공기 누설이 없는지 확인하기 위해서 사령선 선내는 100% 의 순수 산소로 채워져 1cm²당 약 1kg 의 압력이 가해지고 있었다. 순수 산소는 인화성 물질로 이 상태에서는 알루미늄이 자연발화할 수 있다. 그리고 오후 6시 31분, 돌연 "Hey..." 라고 말하는 소리가 난 뒤, "화재다! 선내에서 화재가 발생했다!"("Fire! We've got a fire in the cockpit,") 라고 외치는 큰 소리가 통신 회선으로부터 들렸다(이 때 들렸던 회선은 로저 채피의 회선 뿐이었기 때문에, 현재 이 소리는 채피의 외침이었다고 생각된다). 교신은 큰 소리로 외치는 소리가 난 다음에 중단되었다. 사령선의 해치는 내부를 향해 여는 구조였지만, 해치를 열기 위해서는 내부의 감압이 필요했기 때문에 승무원이 탈출할 수 없었다. 실제로 중앙의 자리에 앉아 있던 에드워드 화이트는 해치를 열어 탈출하려고 했지만 할 수 없었다. 당시에 만약 감압할 수 있었다고 해도 해치를 열려면 90초는 걸렸을 것으로 추정된다. 사실, 승무원들은 화재 발생 후 선체가 파열될 때까지 약 15초 안에 이미 사망했다.

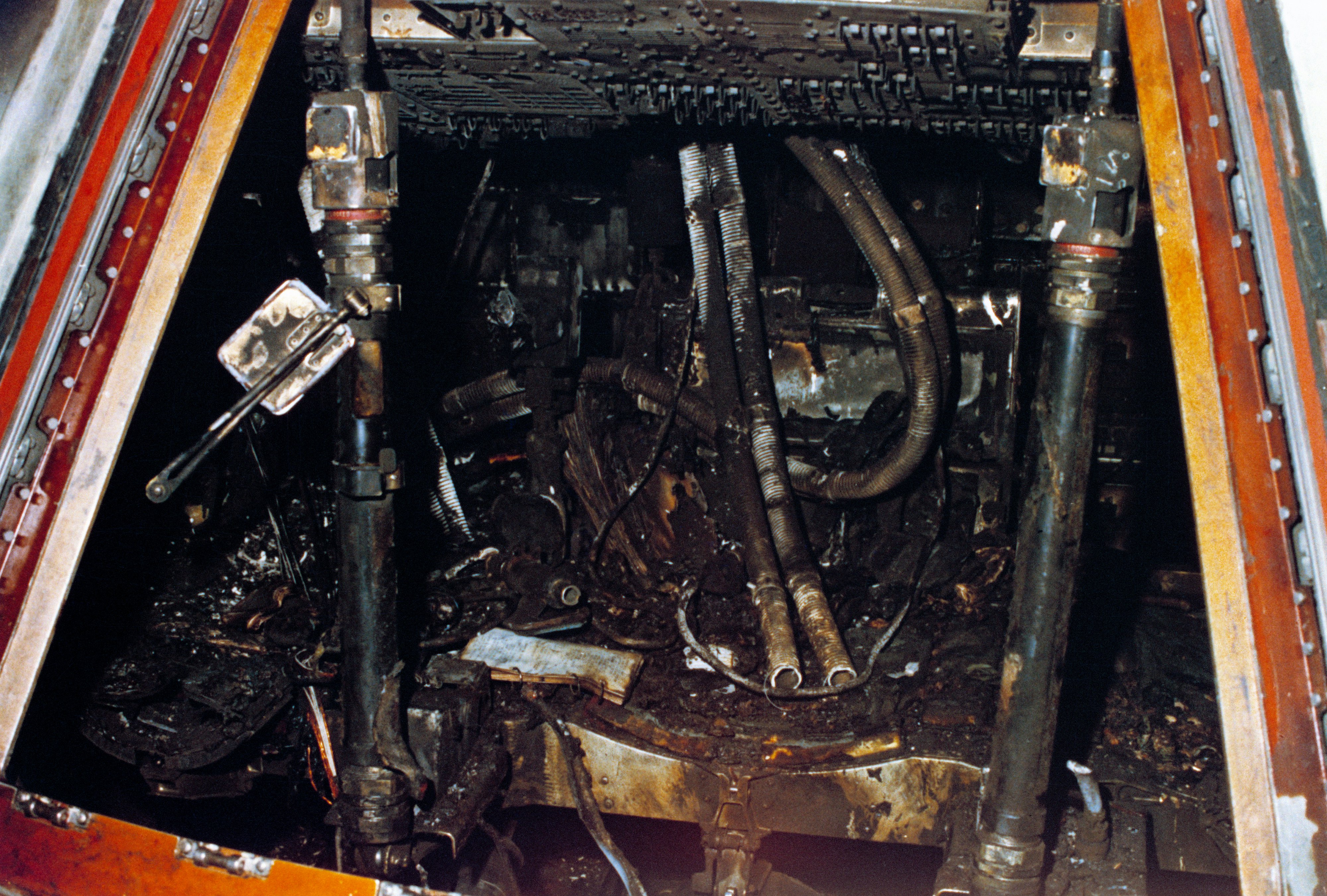
소손된 사령선 내부

### 사고 원인
화재의 원인은, 전체 길이 50km에 이르는 전기 배선의 일부에 문제가 발생해 불꽃이 생겨 가압된 산소로 채워져 있던 실내의 공기에 의해서 급속히 불이 붙어 퍼졌기 때문으로 추정된다. 아폴로 1호 사고 조사 위원회는 사령선 내부의 승무원 좌석 근처에 있던 환경 제어 유닛에 연결된 은도금된 구리 철사가 유닛 문의 개폐가 반복되어 절연 재료가 마모되어 벗겨진 사실을 밝혀냈다. 이와 같은 전선의 문제가 에틸렌 글라이콜과 물이 흐르는 냉각 라인의 접합 부분 가까이에서도 발생했다. 이 부분에서는 냉각액이 새고 있었다. 결과적인 사고 원인은, 전선의 은으로 만들어진 음극 측에 부착된 에틸렌 글라이콜이 전기분해되어 격렬한 발열 반응이 일어나 에틸렌 글라이콜의 혼합액이 발화해 이것이 가압된 순수 산소 중에서 차례로 불이 붙어 확대되었을 것으로 추정된다.

### 화재의 진행과 사후 개량
불은 급속히 퍼져 승무원들의 우주복을 녹여 버렸다. 그리섬과 화이트의 우주복은 녹아 붙어 버렸다. 다만 승무원들의 사인은 화재로 인한 소사가 아니고, 연기 흡입에 의한 질식사로 확인되었다. 사고 조사 위원회의 보고서에 의하면 그리섬은 전신의 36%에 3도 화상을 입었고(1도 화상에서 3도 화상까지 합하면 전신의 60%에 이른다), 우주복의 70%가 소실되었다. 화이트는 전신의 40%에 3도 화상을 입고(화상 면적의 합계는 전신의 48%), 우주복의 25%가 소실되었으며, 채피는 전신의 23%에 3도 화상을 입고(화상 면적의 합계는 전신의 29%) 우주복의 15%가 소실되었다.
사령선을 제작한 노스 아메리칸 사(en)는 원래 해치를 바깥쪽으로 열리도록 해 비상시에는 폭발 볼트로 열도록 하는 것을 제안했다. 노스 아메리칸 사는 또 선내의 공기도 지상과 같은 산소와 질소를 혼합한 것을 사용하도록 제안했다. 이에 대해서 NASA는 해치에 폭발 볼트를 사용하면 오작동에 의해 열려 버릴 위험이 있었고(실제로 머큐리 4호(오로라 7호)가 착수한 후에 폭발 볼트가 오작동해 수몰되어 버렸다), 또 잘못해서 고농도의 질소가 선내의 공기에 섞이면, 다이버의 잠수병과 같이 승무원들이 의식을 잃거나 사망할 우려가 있다고 주장해 이 제안을 받아들이지 않았다. NASA는 또, 순수 산소는 이미 머큐리 계획이나 제미니 계획에서도 사용된 경험이 있었기 때문에, 아폴로 계획에서도 안전하게 사용할 수 있다고 주장했다. 이 화재 사고 후, 아폴로 우주선은 재설계를 통해 이하와 같은 개량이 이루어졌다. 또 지상 시험 시 순수 산소의 사용도 금지되었다.
- 선내 기압이 평방인치 당 2파운드(14kPa) 이상 가압되지 않게 변경되었다.
- 해치를 바깥쪽으로 열리도록 하여, 해치는 7초 만에 열리도록 되었다.
- 가연성 재료는 불연성 재료로 교체되었다.
- 배관과 배선이 보호 절연재로 덮였다.
- 1,407개의 배선의 문제가 수정되었다.
- 나일론제의 우주복이 유리 섬유제로 교체되었다.

## 아폴로 1호 명명의 유래
노스 아메리칸 사가 아폴로 1호의 CM-012 사령선을 케네디 우주 센터에 출하했을 때, 이 사령선에는 아폴로 1호의 기장이 그려져 있었다. 또 그리섬도 아폴로 1호의 기장을 1966년 6월에 받았다. 그러나 당시 아폴로 우주선을 탑재했던 무인 시험 비행인 AS-201과 AS-202가 비공식적으로 아폴로 1호와 2호로 불리고 있었으며(AS-203은 아폴로 우주선을 탑재하지 않았기에 제외되었다), 본 임무는 AS-204로 불리고 있었다. 화재 사고 이후, 우주 비행사들의 부인들은 NASA에 세 우주 비행사가 이루지 못한 비행을 위해서 이 AS-204를 아폴로 1호로 할 것을 요구하였다. NASA에서는 이를 받아들여 AS-204를 아폴로 1호로 하기로 했으나 그 후속 조치에 대해서는 크게 두 가지의 의견이 있었다. 하나는 단순히 그 이후의 비행을 2호부터 부번하는 것이며 또 하나는 이미 완료된 AS-201부터 203까지를 각각 아폴로 1A호, 아폴로 2호, 아폴로 3호로 하고 이후의 비행을 4호부터 부번하는 것이었는데, 최종적으로는 이를 절충하여 1967년 4월 24일에 당시 NASA의 유인우주비행 부문의 총책임자였던 조지 뭴러(George E. Mueller) 박사는 이 사고가 "아폴로 계획의 첫 유인 비행, 지상 훈련 중 실패"(first manned Apollo Saturn flight – failed on ground test)라는 명목 하에 아폴로 1호, 1967년 11월에 예정된 새턴 V의 첫 발사 AS-501이 아폴로 4호, 그리고 손상되지 않은 AS-204의 새턴 1B 로켓을 활용한 달 착륙선 LM-1의 시험 비행이 아폴로 5호가 될 것이라고 공식 선언하면서 AS-201, 202, 203 에 대해서 재명명하지는 않는다고 밝혔다. 이로써 공식적으로는 아폴로 계획은 2호와 3호가 없이 아폴로 1호 바로 다음이 4호가 되었다.

## 같이 보기
- 우주비행 관련 사고와 사건 목록
- STS-1
- STS-51-L
- STS-107
- 소유스 1호
- 소유스 11호